# 이지희
이지희(1972년 10월 7일 ~ )는 대한민국의 방송인 겸 수필가이다.

## 생애
1993년 SBS 《주병진쇼》로 처음 얼굴을 알렸고, 대한민국과 일본에서 공동 개최된 2002년 FIFA 월드컵 기간 중 축구선수  호나우딩요와의 닮은 꼴로 인기를 모았다. 1999년 일반인 회사원과 결혼했으며, 이후 방송 활동보다는 육아에 몰두하였다.
신장은 164cm이고 발 사이즈는 240이다.

## 출연 작품

### TV 프로그램
- 1993년 SBS 《주병진쇼》
- 1998년~1999년 SBS 《주병진의 데이트라인》
- 2000년 7월 6일 KBS 2TV 《가족오락관》 - 출연
- 2001년 EBS 《삼색토크 여자》, MBC 《21세기 위원회》, EBS 《건강 클리닉》
- 2001년 KBS 2TV 《톡톡 이브닝》- (이브닝파트너) 게스트
- 2001년 4월 8일, 2002년 8월 18일 - KBS 2TV 《TV는 사랑을 싣고》 - 출연
- 2001년 9월 22일, 2004년 6월 28일 - MBC 《전파견문록》 - 게스트
- 2002년 MBC 《파워! 소비자 세상》 - 방송, 《섹션TV 연예통신》 - 리포터
- 2002년 8월 26일 ~ 2003년 8월 29일 - EBS 《English Cafe》진행
- 2004년 7월 11일 - SBS 《도전 1000곡》- 게스트
- 2005년 2월 26일, 2007년 4월 28일, 9월 8일, 2008년 1월 19일, 5월 3일 - KBS 1TV 《가족오락관》 - 출연
- 2005년 9월 4일, 2007년 9월 8일 - KBS 2TV 《스타 골든벨》 - 게스트
- 2007년 7월 5일, 7월 12일 - MBC 《지피지기》 - 게스트
- 2010년 ~ 2012년 - KBS 1TV 《무엇이든 물어보세요》 - 게스트
- 2011년 7월 9일, 7월 30일, 2013년 1월 5일, 2월 9일, 3월 9일, 4월 6일, 4월 20일, 5월 4일, 5월 11일, 5월 25일 - SBS 《스타 주니어쇼 붕어빵》 - 게스트
- 2012년 9월 2일 - SBS 《도전 1000곡》 - 게스트
- 2014년 5월 18일 - JTBC 《집밥의 여왕》 - 게스트 (26회)

### 라디오 프로그램
- 2002년 4월 1일 ~ 2004년 5월 8일 : CBS 표준FM 《이지희의 산뜻한 오후》
- 2004년 10월 19일 ~ 2005년 5월 2일 : KBS 해피FM 《이지희의 밤을 잊은 그대에게》

### TV 드라마
- 2001년 SBS 《아름다운 날들》... 레코드 매장 팀장 윤주 역
- 2004년 MBC 《불새》... 점장 역

## 상훈
- 1997년 MBC 라디오 미스 DJ 선발대회 대상

## 가족 관계
- 배우자: 홍재영
  - 아들: 홍원준 (2006년 5월 11일 ~ )
  - 딸: 홍윤서 (2009년 2월 ~ )